# Ḩeşār Bon
Ḩeşār Bon (persiska: حصار بن) är en ort i Iran.   Den ligger i provinsen Teheran, i den centrala delen av landet, 100 km öster om huvudstaden Teheran. Ḩeşār Bon ligger 1 543 meter över havet och antalet invånare är 946.
Terrängen runt Ḩeşār Bon är huvudsakligen lite bergig. Ḩeşār Bon ligger nere i en dal. Runt Ḩeşār Bon är det ganska glesbefolkat, med 23 invånare per kvadratkilometer. Ḩeşār Bon är det största samhället i trakten. Trakten runt Ḩeşār Bon består i huvudsak av gräsmarker.